# Doctor Faust
Doctor Faust ist ein Brettspiel für zwei Personen von Reinhold Wittig, das 1993 bei dem Berliner Spieleverlag Blatz Spiele erschienen ist. Es handelt sich um eine Neu-Umsetzung des von ihm bereits 1988 in seiner eigenen Edition Perlhuhn veröffentlichten Spiels Rufus, das er selbst umarbeitete und 1990 als Doctor Faust ebenfalls in der Edition Perlhuhn herausbrachte. 1994 wurde das Spiel aufgrund des Materials und der Gestaltung mit dem Sonderpreis Schönes Spiel der Jury des Spiel des Jahres ausgezeichnet.

## Ausstattung
Das Spiel Doctor Faust besteht aus einem mit Zitaten aus dem Faust von Johann Wolfgang von Goethe gestalteten Spielbrett, je zwei roten und zwei blauen Glassteinen (Teufelssteine), einer glasklaren Pyramide (Seelenpyramide), elf Seelenkarten sowie zwei Sets mit jeweils acht Teufelskarten in Blau und Rot.
Von der Spielmechanik handelt es sich bei Doctor Faust um ein Rennspiel. Thematisch spielen zwei Teufel gegeneinander um die Seele des Dr. Faust. Diese behindern sich gegenseitig durch das Auslegen von Teufelskarten, während sie zugleich versuchen, durch die Seelenpyramide und die Seelenkarten möglichst große Anteile an der Seele des Faust zu bekommen.

## Spielweise

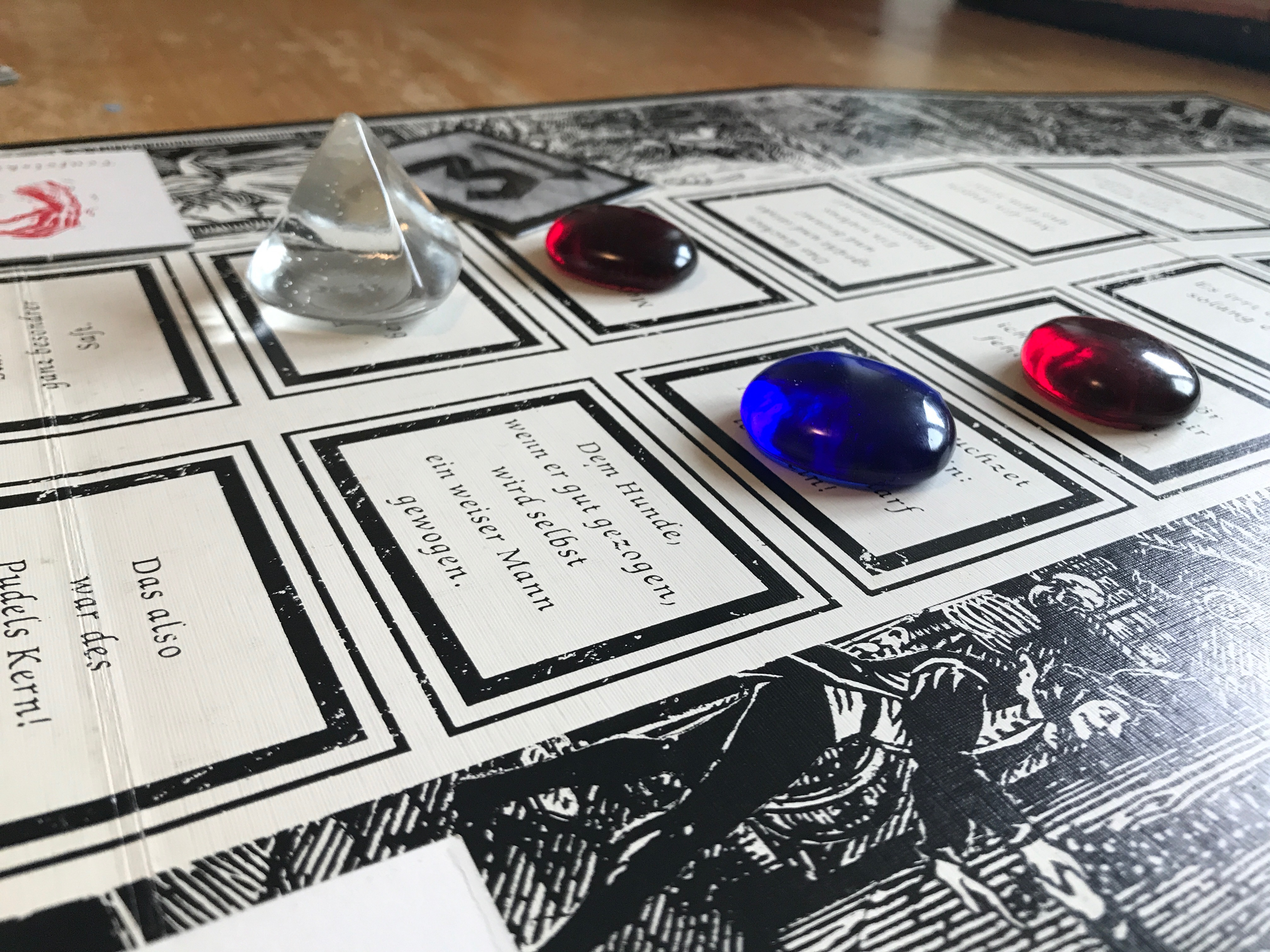
Spielmaterial des Brettspiels Doctor Faust

Zur Spielvorbereitung wird das Spielbrett in der Tischmitte ausgebreitet und die Seelenpyramide auf das Startfeld des Dr. Faust platziert. Die vier Teufelssteine kommen auf die jeweils dafür vorgesehenen Startfelder und die beiden Spieler einigen sich auf ihre Spielfarbe. Die Karten mit der roten Teufelskralle und die mit dem blauen Teufelsfuß werden entsprechend verteilt und die Spielsteine werden den Spielern entsprechend zugeteilt. Die Seelenkarten werden den Werten entsprechend von 3 bis 13 geordnet als offener Stapel neben das Spielbrett gelegt. Zuletzt wird ein Startspieler bestimmt, der den ersten Zug durchführt.
Die Spieler spielen abwechselnd und können in jedem Zug sieben Punkte einsetzen. Dabei können sie jeweils einen der eigenen Spielsteine im Uhrzeigersinn vorwärts bewegen (pro Feld ein Punkt) oder die Glaspyramide im Uhrzeigersinn vorwärts bewegen (pro Feld ein Punkt). Die Pyramide darf Felder, auf denen Spielersteine liegen, nicht überholen, jedoch dort enden. Zudem darf ein Spieler einmal pro Zug für einen Punkt eine Teufelskarte neben ein beliebiges Feld legen, bei dem noch keine andere Karte liegt. Die Teufelskarten sind mit ungerade und geraden Zahlenwerten, wobei auf den geraden Zahlenkarten ein Pfeil nach vorn und bei den ungeraden einer nach hinten weist. Kommt ein Spieler in seinem Zug mit seinem Spielerstein auf ein Feld mit einer gegnerischen Teufelskarte, endet der Zug und restliche Züge verfallen; der Spieler muss zudem sofort mit seinem Stein die angegebenen Felder entsprechend der Karte vor- oder zurückziehen.
Durch ihre Züge versuchen die Spieler, Seelenkarten zu bekommen, die sie dann erhalten, wenn:
- der eigene Spielstein am Ende des Zuges genau auf einem Feld beendet, auf der die Seelenpyramide steht. Dies ist auch der Fall, wenn dies aufgrund einer geraden Teufelskarte eines Gegners erfolgt. Kommt er beim Rückwärtsziehen (ungerade Teufelskarte) auf das Feld der Seelenpyramide, bekommt der Spieler keine Seelenkarte.
- die Seelenpyramide am Ende des Zuges auf einem Feld beendet, auf dem ein eigener oder ein gegnerischer Spielstein liegt. Kommt die Seelenpyramide auf ein Feld, auf dem beide Spieler je einen Stein liegen haben, bekommt er eine Seelenkarte und beide Spieler müssen ihren Stein zum jeweils zweiten Teufelsstein legen.
- die Seelenpyramide in ihrem Zug am Ende einer Bahn auf die Gegenbahn gewechselt wird.

Die erste und zweite Option kann auch kombiniert werden, dadurch kann ein Spieler in einem Zug auch zwei Seelenkarten erhalten. Immer, wenn ein Spieler eine Seelenkarte nach einer der ersten beiden Optionen bekommen hat, zieht er den eigenen Teufelsstein zurück und legt ihn auf das Feld seines zweiten Steins. Landet die Seelenpyramide am Ende des Zuges auf einem Feld, auf dem beide Spielsteine eines Spielers liegen, endet das Spiel sofort. In dem Fall bekommt der Spieler, der am Zug war, alle verbliebenen Seelenkarten, wenn auf dem Feld die beiden gegnerischen Steine liegen, und der Gegner bekommt alle verbliebenen Seelenkarten, wenn es sich um die eigenen Steine handelt. Liegen alle vier Steine auf dem Feld, endet das Spiel ebenfalls und keiner der beiden Spieler bekommt die restlichen Karten.
Das Spiel endet, wenn alle Seelenkarten aufgebraucht und an die beiden Spieler verteilt sind. Die Spieler zählen die Werte der gewonnenen Seelenkarten zusammen und addieren dazu die Summer aller noch nicht genutzten ungeraden Teufelskarten auf der Hand und am Spielbrett. Von dieser Summe wird die Summe aller noch nicht genutzten geraden Teufelskarten auf der Hand und am Spielbrett abgezogen. Der Spieler, der danach am meisten Punkte hat, gewinnt das Spiel.

## Entwicklung und Rezeption
Im Jahr 1988 veröffentlichte der Göttinger Spieleautor Reinhold Wittig das Spiel Rufus als Rennspiel in dem von ihm gegründeten Verlag Edition Perlhuhn. Nach einer thematischen Überarbeitung veröffentlichte er das Spiel als Doctor Faust 1990 erneut bei der Edition Perlhuhn, bevor er es 1993 bei dem Berliner Verlag Blatz Spiele unterbrachte.
Die Jury zum Spiel des Jahres begründet ihre Entscheidung wie folgt:

„Die Literatur ist voller Stoffe, aus denen auch die Spiele sind – oder sein könnten. Leider stehen zwischen beiden Ausdrucksformen menschlicher Kultur oft Mauern, die einen Austausch praktisch unmöglich machen. Ein Musterbeispiel, das zeigt, was entstehen könnte, wenn sich Literatur und Spiel gegenseitig befruchteten, ist DOCTOR FAUST von Reinhold Wittig. In diesem Spiel wird die hindernisreiche Jagd auf Fausts Seele – hier dargestellt durch eine über den Spielplan wandernde Seelenpyramide – umgesetzt. Vier Teufel stellen dieser Seele nach, wobei die Spieler versuchen, entweder mit einem eigenen Teufelsstein das Feld der Seelenpyramide zu erreichen oder die Pyramide selbst auf das Feld des eigenen bzw. fremden Teufelssteins zu ziehen. Bei jeder „Begegnung“ gibt es Seelenkarten mit Stundenglas und Punkten. DOCTOR FAUST bietet nicht nur taktische Möglichkeiten, sondern besticht auch durch seine bis ins Detail stimmige und der Faust-Geschichte angepasste Aufmachung. Die Teufelssteine aus rotem und blauem Glas, die durchsichtige Seelenpyramide, die Illustrationen und die „Faust“-Zitate sind ein optisches Vergnügen. Es ist aus diesem Grunde 1994 mit dem Sonderpreis Schönes Spiel ausgezeichnet worden.“

## Belege
1. 1 2 3 4 5 6 7  Spielanleitung Doctor Faust, Blatz Spiele 1994
2. ↑  Versionen von Doctor Faust in der Spieledatenbank BoardGameGeek (englisch); abgerufen am 4. November 2018.
3. ↑  Doctor Faust auf der Website des Spiel des Jahres e.V.; abgerufen am 4. November 2018.